# 马哈茂德·纳西尔
马哈茂德·纳西尔（阿拉伯语：‎，1936年8月21日—）是一名埃及赛艇运动员。他代表阿拉伯联合共和国参加了1964年夏季奥林匹克运动会的男子双人单桨赛。